# Bureau des regroupements des artistes visuels de l'Ontario
 (août 2019).
« BRAVO » redirige ici. Pour les autres significations, voir Bravo.
Le Bureau des regroupements des artistes visuels de l’Ontario ou BRAVO est une association d'artistes visuels franco-ontariens. C'est une société sans but lucratif de la Province d’Ontario depuis 1991, au service des artistes visuels professionnels qui se définissent comme francophones, qu'ils soient d'origine canadienne-française ou d'ailleurs. BRAVO possède quatre bureau régionaux : BRAVO-Centre, BRAVO-Est, BRAVO-Nord et BRAVO-Sud. 

## Historique
L'histoire des arts visuels au Canada inclut des artistes généralement associés aux trois nations fondatrices, les Premières Nations, la France et l'Empire britannique. Les droits de la population et de la culture francophone en Ontario n'ont été reconnus de façon comparable à celle anglophone que lors de l’apparition de la Charte canadienne des droits et libertés, texte fondamental de la Constitution canadienne du 17 avril 1982, quand le concept de multiculturalisme entre dans la constitution.
Quant à l’essor des arts visuels en Ontario francophone, Pro-Arts a été le premier organisme au service des artistes visuels franco-ontariens, avec son réseau de galeries éducatives dans des écoles secondaires de l’Ontario francophone lequel a vu le jour en 1978,. Plus tard, une « Rencontre des artistes visuels » tenue au Collège Glendon à Toronto en 1986, « souligne l'absence d'une infrastructure à l'échelle de la province qui donnerait aux artistes francophones de l'Ontario l'accès aux ressources et contacts »  et le besoin d’une association d’artistes visuels francophones en Ontario. En 1987 Pro-Arts monte la première exposition d’artistes franco-ontariens hors de l’Ontario ,.
À la fin de l’automne 1991, une étude de la firme Bisson est reçue pour l’encadrement de l’organisation de l’Assemblée délibérante de fondation de BRAVO qui a eu lieu les 16 et 17 novembre 1991,, le premier organisme au service des artistes visuels de l'Ontario francophone. BRAVO réalise des événements culturels, comme des expositions dont la plupart documentent de façon professionnelle (ei. catalogues) les artistes de la communauté francophone de l'Ontario, la communauté francophone la plus nombreuse du Canada hors Québec. BRAVO insère la communauté des artistes visuels francophones de l'Ontario dans le milieu professionnel des arts au Canada, et participe à la création d'autres organismes artistiques francophones tels : le Musée des arts visuels de l'Ontario français (MAVOF), le Labo de Toronto et Voix Visuelle à Ottawa.

## Le présent
Aujourd'hui, BRAVO est reconnu par les bailleurs de fonds des arts et de la culture, des niveaux municipal au fédéral, tels le ministère du Patrimoine canadien, le Conseil des Arts de l’Ontario, le ministère du Tourisme de la culture et du sport, et le Centre de recherche en civilisation canadienne-française de l’Université d’Ottawa. BRAVO est membre des associations professionnelles dans les arts au niveau fédéral et provincial : ACO, AGAVF et CARFAC.
Les activités de BRAVO se remarquent dans le milieu culturel franco-ontarien et ce dès 1994. En 1998 BRAVO participe au forum de l'Institut franco-ontarien sur la situation des arts au Canada français, à Sudbury. Depuis, BRAVO « mise sur une programmation récurrente, telle que des expositions et des ateliers (dont le projet de formation en ligne Projet Vasari), et sept comités permanents ». BRAVO produit toujours des événements culturels d'envergure : en 2012 la toute première Nuit Blanche Ottawa au Canada, et entre 2013 et 2020 une production de 20 vignettes vidéo offrant des formations par des professionnels de l'art, et documentant des artistes de l’Ontario francophone.